# Gran Premi del Brasil del 2015
El Gran Premi del Brasil de Fórmula 1 de la temporada 2015 s'ha disputat al circuit d'Interlagos, del 13 al 15 de novembre del 2015.

## Resultats de la qualificació
| Pos                  | No | Pilot             | Constructor          | Part 1      | Part 2   | Part 3   | Sortida |
| -------------------- | -- | ----------------- | -------------------- | ----------- | -------- | -------- | ------- |
| 1                    | 6  | Nico Rosberg      | Mercedes             | 1:11.746    | 1:12.213 | 1:11.282 | 1       |
| 2                    | 44 | Lewis Hamilton    | Mercedes             | 1.11.682    | 1:11.665 | 1:11.360 | 2       |
| 3                    | 5  | Sebastian Vettel  | Ferrari              | 1:12.240    | 1:11.928 | 1:11.804 | 3       |
| 4                    | 77 | Valtteri Bottas   | Williams-Mercedes    | 1:12.934    | 1:12.374 | 1:12.085 | 71      |
| 5                    | 7  | Kimi Räikkönen    | Ferrari              | 1:12.185    | 1:12.243 | 1:12.144 | 4       |
| 6                    | 27 | Nico Hülkenberg   | Force India-Mercedes | 1:12.595    | 1:12.485 | 1.12.265 | 5       |
| 7                    | 26 | Daniil Kvyat      | Red Bull-Renault     | 1:12.730    | 1:12.527 | 1:12.322 | 6       |
| 8                    | 19 | Felipe Massa      | Williams-Mercedes    | 1:12.980    | 1:12.858 | 1:12.415 | 8       |
| 9                    | 3  | Daniel Ricciardo  | Red Bull-Renault     | 1:12.639    | 1:12.825 | 1:12.417 | 192     |
| 10                   | 33 | Max Verstappen    | Toro Rosso-Renault   | 1:12.824    | 1.12.712 | 1.12.739 | 9       |
| 11                   | 12 | Felipe Nasr       | Sauber-Ferrari       | 1:13.111    | 1:12.989 |          | 133     |
| 12                   | 55 | Carlos Sainz, Jr. | Toro Rosso-Renault   | 1:13.267    | 1.13.045 |          | 10      |
| 13                   | 11 | Sergio Pérez      | Force India-Mercedes | 1:13.140    | 1.13.147 |          | 11      |
| 14                   | 9  | Marcus Ericsson   | Sauber-Ferrari       | 1:13.346    | 1:13.233 |          | 12      |
| 15                   | 8  | Romain Grosjean   | Lotus-Mercedes       | 1:13.056    | 1.13.913 |          | 14      |
| 16                   | 13 | Pastor Maldonado  | Lotus-Mercedes       | 1:13.385    |          |          | 15      |
| 17                   | 22 | Jenson Button     | McLaren-Honda        | 1:13.425    |          |          | 16      |
| 18                   | 53 | Alexander Rossi   | Marussia-Ferrari     | 1:16.151    |          |          | 17      |
| 19                   | 28 | Will Stevens      | Marussia-Ferrari     | 1:16.283    |          |          | 18      |
| 107% Temps: 1:16.700 |    |                   |                      |             |          |          |         |
| —                    | 14 | Fernando Alonso   | McLaren-Honda        | Sense temps |          |          | 204     |
| Font:                |    |                   |                      |             |          |          |         |

Notes:

- ^1  — Valtteri Bottas fou penalitzat amb 3 llocs a la graella de sortida per avançar Felipe Nasr amb bandera vermella.[3]
- ^2  — Daniel Ricciardo fou penalitzat amb 10 posicions a la graella per modificacions a la seva unitat de potència.[4]
- ^3  — Felipe Nasr fou penalitzat amb 3 posicions a la graella de sortida per destorbar Felipe Massa durant la qualificació.[5]
- ^4  — Fernando Alonso fou admès a la cursa per decisió dels comissaris encara que no hagués fet cap temps inferior al 107%.[6]

## Resultats de la Cursa
| Pos   | No | Pilot             | Constructor          | Voltes | Temps / Retirada | Pos.Sortida | Punts |
| ----- | -- | ----------------- | -------------------- | ------ | ---------------- | ----------- | ----- |
| 1     | 6  | Nico Rosberg      | Mercedes             | 71     | 1h 31' 09. 090   | 1           | 25    |
| 2     | 44 | Lewis Hamilton    | Mercedes             | 71     | + 7.756 s        | 2           | 18    |
| 3     | 5  | Sebastian Vettel  | Ferrari              | 71     | + 14.244 s       | 3           | 15    |
| 4     | 7  | Kimi Räikkönen    | Ferrari              | 71     | + 47.543 s       | 4           | 12    |
| 5     | 77 | Valtteri Bottas   | Williams-Mercedes    | 70     | + 1 Volta        | 7           | 10    |
| 6     | 27 | Nico Hülkenberg   | Force India-Mercedes | 70     | + 1 Volta        | 5           | 8     |
| 7     | 26 | Daniil Kvyat      | Red Bull-Renault     | 70     | + 1 Volta        | 6           | 6     |
| 8     | 8  | Romain Grosjean   | Lotus-Mercedes       | 70     | + 1 Volta        | 14          | 4     |
| 9     | 33 | Max Verstappen    | Toro Rosso-Renault   | 70     | + 1 Volta        | 9           | 2     |
| 10    | 13 | Pastor Maldonado  | Lotus-Mercedes       | 70     | + 1 Volta        | 15          | 1     |
| 11    | 3  | Daniel Ricciardo  | Red Bull-Renault     | 70     | + 1 Volta        | 19          |       |
| 12    | 11 | Sergio Pérez      | Force India-Mercedes | 70     | + 1 Volta        | 11          |       |
| 13    | 12 | Felipe Nasr       | Sauber-Ferrari       | 70     | + 1 Volta        | 13          |       |
| 14    | 22 | Jenson Button     | McLaren-Honda        | 70     | + 1 Volta        | 16          |       |
| 15    | 14 | Fernando Alonso   | McLaren-Honda        | 70     | + 1 Volta        | 20          |       |
| 16    | 9  | Marcus Ericsson   | Sauber-Ferrari       | 69     | + 2 voltes       | 12          |       |
| 17    | 28 | Will Stevens      | Marussia-Ferrari     | 67     | + 4 Voltes       | 18          |       |
| 18    | 53 | Alexander Rossi   | Marussia-Ferrari     | 67     | + 4 Voltes       | 17          |       |
| Ret   | 55 | Carlos Sainz, Jr. | Toro Rosso-Renault   | 0      | Prob. tècnics    | PL5         |       |
| DSQ   | 19 | Felipe Massa      | Williams-Mercedes    | 70     | Desqualificat6   | 8           |       |
| Font: |    |                   |                      |        |                  |             |       |

Notes:

- ^5  — A Carlos Sainz Jr.se li va parar el vehicle en la volta de formació, havent de prendre la sortida des del pit lane, on se li va parar definitivament.[8]
- ^6  — Felipe Massa va acabar vuité però fou desqualificat per superar els límits de temperatura amb els seus pneumàtics.[9]